# ゴーストップ事件

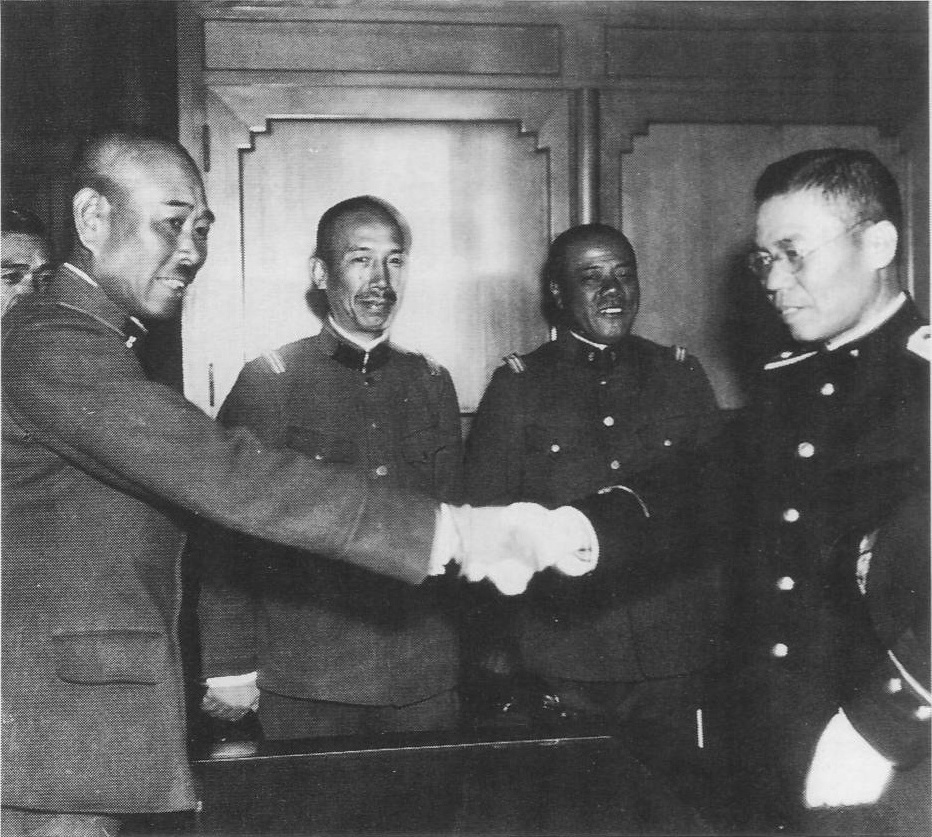
1933年11月18日、ゴーストップ事件の和解のため、陸軍歩兵第8連隊にて握手する松田四郎・歩兵第8連隊長（左）と増田・曽根崎警察署長（右）。

ゴーストップ事件（ゴーストップじけん）は、1933年（昭和8年）に大阪府大阪市北区の天六交叉点で起きた陸軍兵と巡査の喧嘩、およびそれに端を発する陸軍と警察の大規模な対立。
「ゴーストップ」とは信号機を指す。別名は天六ゴーストップ事件、天六事件、進止事件。
大大阪時代末期かつ満洲事変後の中国大陸における戦争中に起こったこの事件は、軍部が法律を超えて動き、政軍関係がきかなくなるきっかけの一つとなった。

## 事件の経過

### 発端
1933年（昭和8年）6月17日午前11時40分ごろ、大阪市北区の天神橋筋6丁目交叉点で、慰労休日に映画を見に外出した陸軍第4師団歩兵第8連隊第6中隊の中村政一一等兵（22歳）が、市電を目がけて赤信号を無視して交差点を横断した。交通整理中であった大阪府警察部曽根崎警察署交通係の戸田忠夫巡査（25歳）は中村をメガホンで注意し、天六派出所まで連行した。その際中村が「軍人は憲兵には従うが、警察官の命令に服する義務はない」と抗弁し抵抗したため、派出所内で殴り合いの喧嘩となり、中村一等兵は鼓膜損傷全治3週間、戸田巡査は下唇に全治1週間の怪我を負った。
騒ぎを見かねた野次馬が大手前憲兵分隊へ通報し、駆けつけた憲兵隊伍長が中村を連れ出してその場は収まったが、その2時間後、憲兵隊は「公衆の面前で軍服着用の帝国軍人を侮辱したのは断じて許せぬ」として曽根崎署に対して抗議した。この後の事情聴取で、戸田巡査は「信号無視をし、先に手を出したのは中村一等兵である」と証言、逆に中村一等兵は「信号無視はしていないし、自分から手を出した覚えはない」と述べ、両者は全く違う主張を繰り返した。
この日、第8連隊長の松田四郎大佐と曽根崎署の高柳博人署長が共に不在であったため、上層部に直接報告が伝わって事件が大きくなった。警察側は穏便に事態の収拾を図ろうと考えていたが、21日には事件の概要が憲兵司令官の秦真次中将や陸軍省にまで伝わり、最終的には昭和天皇にまで達することとなった。

### 軍部と警察・内務省の対立
6月22日、第4師団参謀長の井関隆昌大佐が「この事件は一兵士と一巡査の事件ではなく、皇軍の威信にかかわる重大な問題である」と声明し、警察に謝罪を要求した。
それに対して粟屋仙吉大阪府警察部長も「軍隊が陛下の軍隊なら、警察官も陛下の警察官である。陳謝の必要はない」と発言した。6月24日の第4師団長寺内寿一中将と縣忍大阪府知事の会見も決裂した。
東京では、問題が軍部と内務省との対立に発展する様相を示す。荒木貞夫陸軍大臣は「陸軍の名誉にかけ、大阪府警察部を謝らせる」と息まいたが、警察を所管する山本達雄内務大臣と松本学内務省警保局長（現在の警察庁長官に相当）は軍部の圧力に抗して一歩も譲らず、謝罪など論外、その兵士こそ逮捕起訴すべきとの意見で一致した。内務省は当時「官庁の中の官庁」と謳われる強大な権限を誇り、警保局中堅幹部を中心とする内務官僚たちは東京帝国大学法学科を上位の成績で卒業し、「新官僚」と呼ばれ新たな政治勢力として意識されていたエリートたちであって、その矜持は高かった。
7月18日、中村一等兵は戸田巡査を相手取り、刑法第195条（特別公務員暴行陵虐）、同第196条（特別公務員職権濫用等致死傷）、同第204条（傷害罪）、同第206条（名誉毀損罪）で大阪地方裁判所検事局に告訴した。
戸田巡査には私服の憲兵が、中村一等兵には私服の刑事が尾行し、憲兵隊が戸田巡査の本名は中西であることを暴くと、警察は中村一等兵が過去に7回の交通違反を犯していることを発表するなど、泥仕合となった。新聞をはじめとするマスメディアはこれを「軍部と警察の正面衝突」などと大きく報じた。この騒ぎは大阪市民を沸かせ、大阪の寄席で漫才の題材にもなった。市民からは当初、警察を批判する意見が多かったが、事情が分かるにつれて軍の横暴を非難する声が多くなった。
事件の処理に追われていた高柳署長は過労で倒れ入院し、7月18日にその一報を知った寺内中将は、井関参謀長に「事件で心痛のあまり病状が悪化すると気の毒なので、適当にお見舞いするように」と伝えたとの逸話がある。しかしその10日後、高柳は腎臓結石で急死した。8月24日、事件目撃者の一人であった高田善兵衛が、憲兵と警察の度重なる厳しい事情聴取に耐え切れず、国鉄吹田操車場内で自殺、轢死体となって発見された。
大阪地方裁判所検事局の和田良平検事正は「兵士が私用で出た場合には交通法規を守るべきである」と、警察とほぼ同じ見解を示しながらも、起訴すればどちらが負けても国家の威信が傷つくとして、仲裁に尽くした。

### 終結
最終的には、事態を憂慮した昭和天皇の特命により、寺内中将の友人であった白根竹介兵庫県知事が調停に乗り出した。天皇が心配していることを知った陸軍は恐懼し、事件発生から5ヶ月目にして急速に和解が成立した。11月18日、井関参謀長と粟屋大阪府警察部長が共同声明書を発表し、11月20日に当事者の戸田巡査と中村一等兵が和田良平検事正の官舎で会い、互いに詫びたあと握手して幕を引いた。和解の内容は公表されていない。

## 直接の原因
1933年時点では信号そのものが珍しく、また道路交通法制も現代からすれば極めて未整備の状況であった。
道路行政はすべて内務省令によっており、軍政を統括する陸海軍省とは関係がなかった。肝心の「赤信号は止まる」というルールについても法制化されたのは戦後の1947年（昭和22年）11月の道路交通取締法が初めてである。

## 事件の影響
結局この事件は軍と警察の面子の張り合いにすぎなかったが、解決を一番喜んだのは師団長の寺内だという。
陸海軍軍法会議法によれば一般の警察官も現役軍人の犯罪行為を告発する義務があり（296条）あるいは司法警察官の手により調書を作成する（299条）ことができたが、この規定は憲兵組織を保有しない海軍に譲歩した制定経緯があり、明治の憲兵制度創設以来、軍兵の犯罪に関する司法取締りは勤務時・非番時を問わず本来は憲兵が行うものと解釈されていた。
この事件を契機に現役軍人に対する行政行為は警察ではなく憲兵が行うことがあらためて意識されることとなり、満洲事変後の世情に憲兵や軍部組織の統帥権と国体の問題を改めて印象付けることとなった。

## 遠因、関連する事件
軍と警察の争いは明治時代からたびたび起きていた。その原因は、邏卒（巡査）と兵卒の構成によるものではないかと言われている。また、兵卒は軍隊の威力を背景に邏卒に対抗したためといわれている。
巡査は文官の一つに分類されたが、兵卒は徴兵令（のち兵役法）に従い「国民の義務として兵役に服している者」とされていて、官吏というわけではなかった。軍人のうち下士官・士官は武官であり、警察官は文官である。巡査は判任待遇を受けていた下級文官であった。
1881年（明治14年）に陸軍（長州閥）が憲兵制度を創設した目的の一つは、警視庁（薩摩閥）を牽制するためであったといわれる。
大阪においては1884年（明治17年）1月4日、西区松島遊廓で陸軍兵士と警察官の乱闘が発生し、死者が出ている（松島事件）。